# Phêrô Nguyễn Văn Lựu
Phêrô Nguyễn Văn Lựu là một linh mục tử vì đạo, được Giáo hội Công giáo Rôma tôn phong Hiển Thánh vào năm 1988.
Ông sinh năm 1812 tại Gò Vấp, tỉnh Gia Định (nay thuộc phường 4, quận Gò Vấp, Thành phố Hồ Chí Minh, thuộc Tổng Giáo phận TP. Hồ Chí Minh), theo học tại Chủng viện Penang (Malaysia). Về nước, ông được ủy thác coi sóc các họ đạo Mặc Bắc, Sa Đéc và Mỹ Tho và cũng từng uống rượu để hòa đồng với người dân. Năm 1853, khi đang coi sóc họ đạo Mặc Bắc, ông được chuyển sang họ đạo Ba Giồng, gần Mỹ Tho. Năm 1860, ông thường cải trang vào tù thăm viếng các giáo hữu thuộc vùng Xoài Mút và Ba Giồng đang bị bắt. Khi bị phát hiện, ông nhận mình là đạo trưởng. Ông bị xử trảm ngày 7 tháng 4 năm 1861, tại pháp trường ngoài thành Mỹ Tho. Thi hài cùng gông cùm và một chiếc bình đất vấy máu được giáo dân đem về an táng tại giáo xứ Ba Giồng. Giáo phận Mỹ Tho nhận ông làm Thánh Bổn mạng của Giáo phận.